# Fürstenhof Friesach

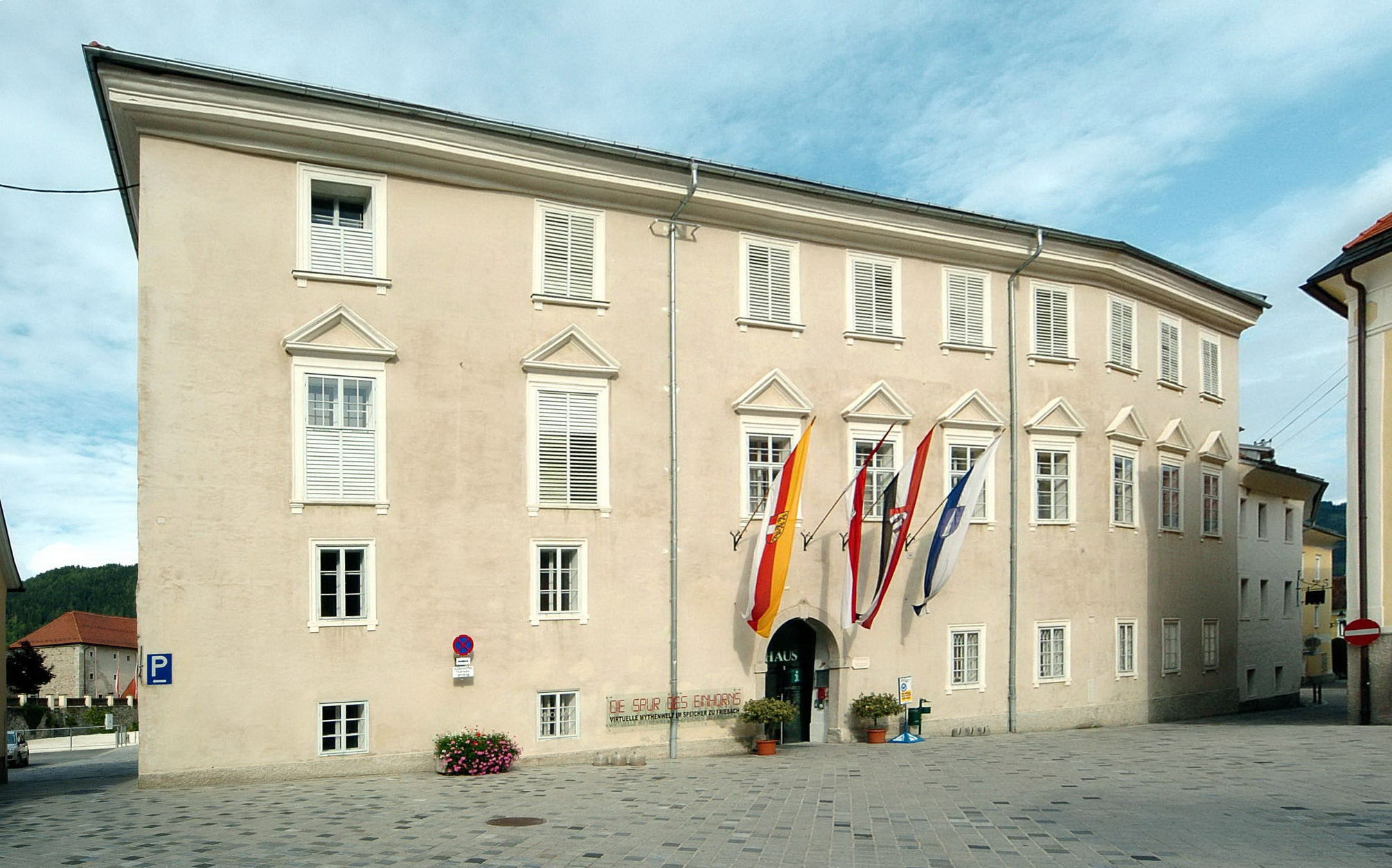
Fürstenhof, Platzseite

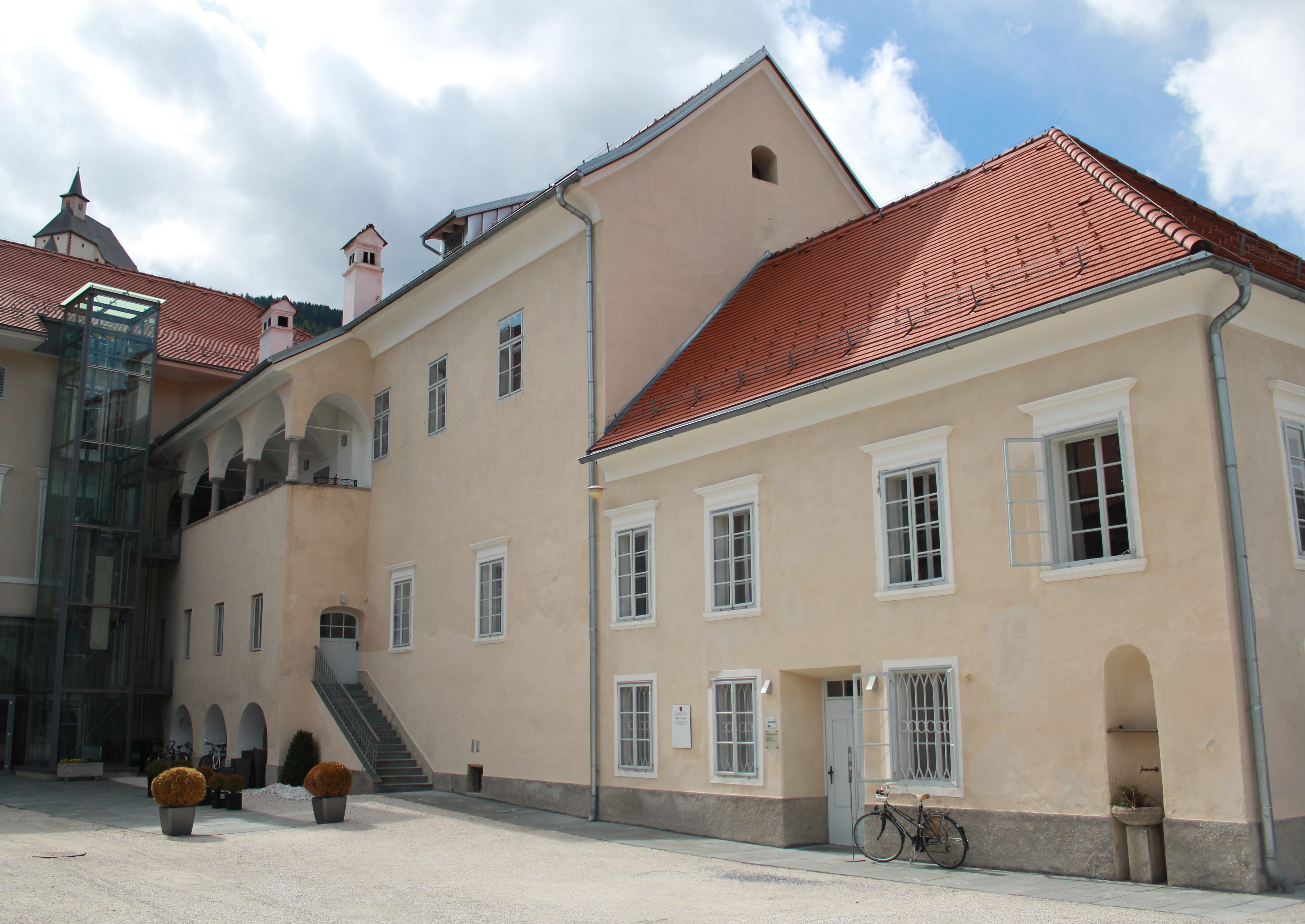
Fürstenhof, Hofseite

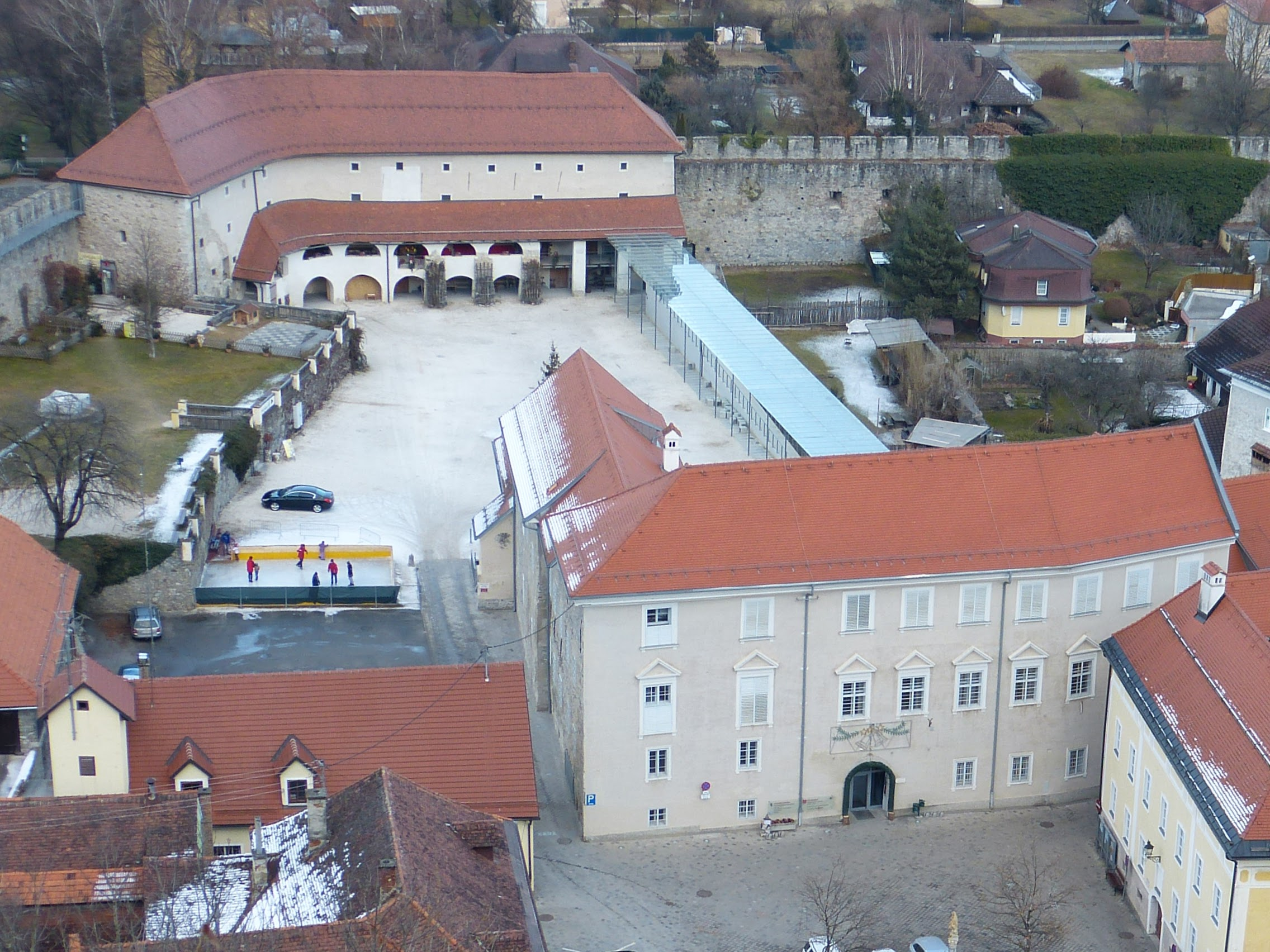
Fürstenhof und Speicher

Der  sogenannte Fürstenhof in Friesach besteht aus dem eigentlichen Fürstenhof und einem  herrschaftlichen Schüttkasten.

## Geschichte
Die Anlage war bis 1804 im Besitz des Erzstiftes Salzburg und ging dann zuerst in Staatseigentum, später in Privateigentum über. Heute ist im Hofhaus das Rathaus untergebracht. 1999/2000 wurde der Fürstenhof und der Speicherbau für die Kärntner Landesausstellung adaptiert. Die Umbauten, die glasgedeckte Stahlpergola und der Stahlsteg an der Stadtmauer wurden von den Architekten Manfred Kovatsch, Josef Klingbacher und Herbert Douschan geplant.

## Fürstenhof
Das Gebäude ist eine viergeschoßige Anlage aus zwei rechtwinkelig zueinander stehenden Haupttrakten. Der mittelalterliche Nordtrakt ist ein langgestreckter, dreigeschoßiger Bau, bestehend aus einem Turm, einem Wohnbau und einer Kapelle. Im Spätmittelalter wurde von dem Bau des 13. Jahrhunderts die oberen Turmgeschoße abgetragen und die Obergeschoße umgebaut. Die Kapelle aus dem ersten Viertel des 14. Jahrhunderts reichte über die beiden Obergeschoße. Die dem heiligen Virgil geweihte Kapelle wurde 1826 profaniert und verbaut. Die Kellerräume wurden um 1560 eingewölbt. Im 16. Jahrhundert wurde an der Hofseite des Nordflügels die dreigeschoßige, vierachsige Arkadenfront  angebaut.
Der Westtrakt ist ein Bau mit leicht gekrümmtem Verlauf und einer unregelmäßigen Geschoß- und Achsverteilung. Die monumentale Hauptfassade weist frühbarocke Formen auf. Die Durchfahrt, eine hohe vierjochige Halle, wurde im 17. Jahrhundert als Verbindung der beiden ursprünglich getrennten Flügel geschaffen. In der Durchfahrt ist die römerzeitliche Grabinschrift für die Einheimischen Subito, seine Gattin Vercilla und seinen Sohn Castio sowie eine Bauinschrift für die Wiederherstellung eines den Termunes geweihten Heiligtums. Der Westtrakt wird im Obergeschoß vom Treppenhaus aus über einen hofseitigen, sechsjochigen Arkadengang erschlossen. An der Südostecke der Hoffront befindet sich eine zweigeschoßige, einjochige Loggia aus dem 16. Jahrhundert.

## Schüttkasten

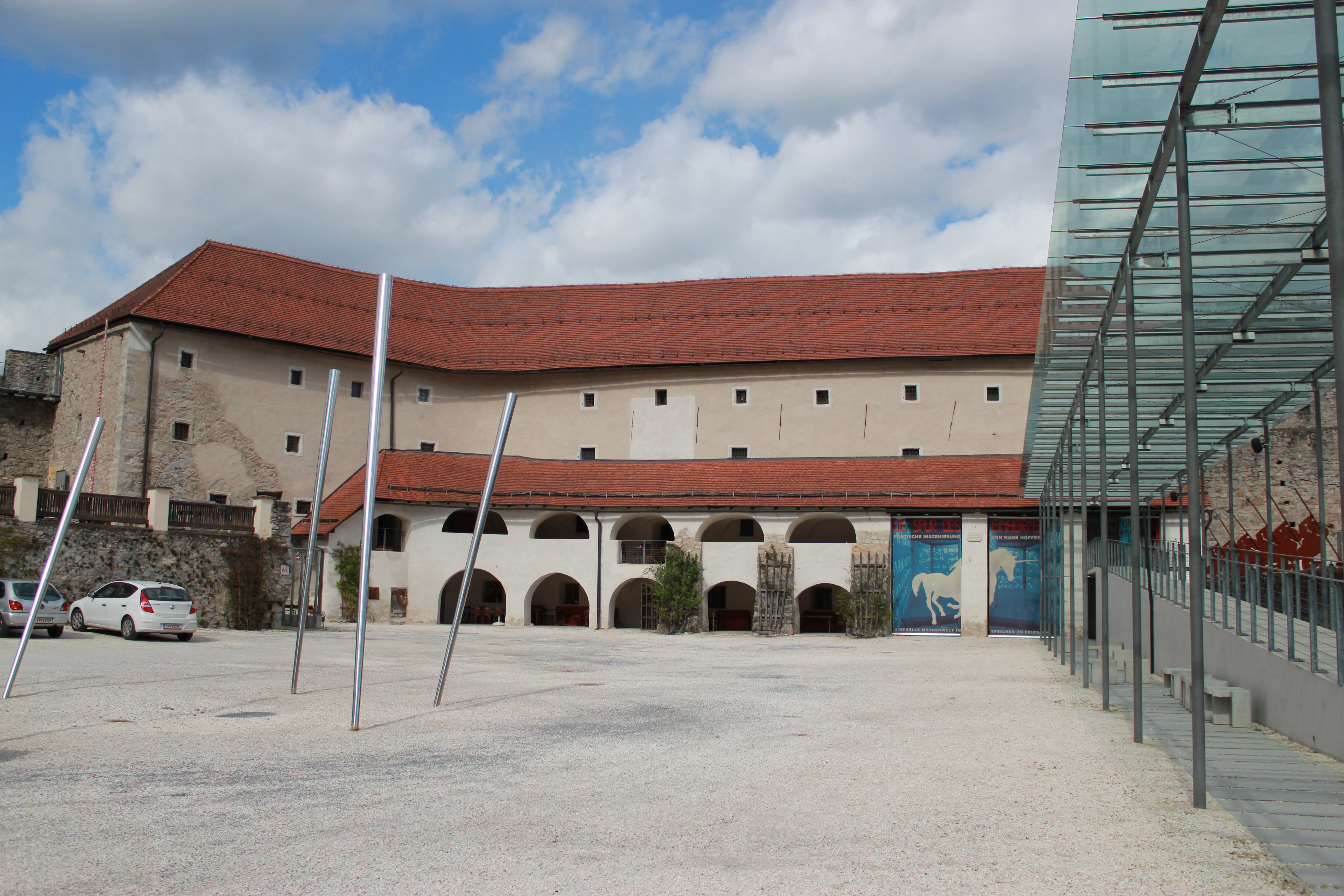
Schüttkasten

Der im ersten Viertel des 14. Jahrhunderts errichtete Schüttkasten diente bis zum Ende der Salzburger Herrschaft zur Lagerung des abzulieferten Getreides der Kärntner Untertanen. 1582 wurde das Gebäude durch ein Feuer teilweise zerstört.
Der Schüttkasten ist ein in der Nordostecke der Stadtmauer zwischen zwei älteren Wehrtürmen aus dem 13. Jahrhundert errichteter, viergeschoßiger Bau. Die Außenfassade wird im Erdgeschoß durch die Stadtmauer gebildet. An der Hofseite wurde in der zweiten Hälfte des 16. Jahrhunderts ein zweigeschoßiger Pfeilerarkadenvorbau mit Pultdach angebaut. Im Erdgeschoß befanden sich die ehemaligen Stallungen.